# Sisyroctenis
Sisyroctenis é um gênero de traça pertencente à família Brachodidae.